# Жица
Жицата (също тел) е гъвкава метална нишка, с различен диаметър, в зависимост от приложението ѝ. Най-често се използват металите мед, желязо, алуминий. За специални нужди се произвеждат такива от волфрам (за нажежаемата жичка в електрическа крушка), константан или друга метална сплав.

## Производство
Обикновено жицата, медна или алуминиева се получава чрез валцоване (изтегляне) през отверстие с непрекъснато намаляващ размер или чрез леене и прокат.
Жицата може да е само една или няколко броя жици, сплетени като въже. Нажежаемата жичка е със спираловидно усукване за увеличаване на дължината и намаляване на дебелината.

## Приложение
Понятието „жица“ се използва при изделията, използвани при предаването на електроенергия и електрически сигнали, както и при преработка, преобразуване и работа на електрически прибори и изделия. В тази връзка са и изрази, като:
- Безжична връзка – предаване на сигнали без използване на електрически проводници.
- „Жичкаджия“ – шеговито наименование за човек, занимаващ се с електрически инсталации и прибори.
- В миналото откритите електрически проводници за пренос на електроенергия между населените места са се наричали жици (виж класическото произведение на Йордан Йовков „По жицата“).
- Жици е жаргонно наименование и за контактната мрежа, използвана от тролейбуси и трамваи.
- Жица с поставена електроизолация се нарича кабел.
- Струните на струнните музикални инструменти представляват опънати жици.[1]

### Тел
В българския език, вместо „жица“, при обикновено чисто механични приложения на металната нишка се използва понятието „тел“:
- Бодлива тел
- Арматурна тел
- Телена мрежа
- Телбод

## Интересни факти
- В град Алтена, Германия се намира Немски музей на жицата (на немски: Deutsches Drahtmuseum)